# Omolon seabrai
Omolon seabrai är en insektsart som beskrevs av Albino Morimasa Sakakibara 1968. Omolon seabrai ingår i släktet Omolon och familjen hornstritar. Inga underarter finns listade i Catalogue of Life.